# Championnat d'Angleterre de rugby à XV 2023-2024
Ne doit pas être confondu avec Championnat d'Angleterre féminin de rugby à XV 2023-2024.
Navigation
Gallagher Premiership
 2022-2023 Gallagher Premiership 2024-2025
Le championnat d'Angleterre de rugby à XV 2023-2024, qui porte le nom Gallagher Premiership de son sponsor du moment, oppose les dix meilleures équipes anglaises de rugby à XV.
Le championnat débute le 13 octobre 2023 et s'achève le 8 juin 2024 par une finale au stade de Twickenham, à Londres. Une première phase de classement voit s'affronter toutes les équipes en matchs aller et retour. À la fin de cette phase régulière, les quatre premières équipes sont qualifiées pour les demi-finales. La saison se termine sur une phase de playoff avec des demi-finales et une finale pour l'attribution du titre. De plus, un match de barrage doit être mis en place entre le dernier de Premiership et le vainqueur du RFU Championship. Cependant, celui-ci est annulé car les Ealing Trailfinders, vainqueurs du RFU Championship (en), ne sont pas éligibles pour une montée en Premiership.
Les tenants du titres sont les Saracens qui ont remporté leur sixième titre après avoir battu les Sale Sharks lors de la finale de l'édition 2022-2023. Aucune équipe n'a été promue à l'issue de la saison passée de RFU Championship. Cependant, les London Irish ont été exclus de la compétition, réduisant la compétition à dix équipes.
En raison des changements apportés au calendrier mondial du rugby mis en œuvre en 2020 et pour laisser plus de temps pour la préparation de la Coupe du monde, la saison commence et se termine plus tard que les saisons précédentes.
Les Northampton Saints sont sacrés champions d'Angleterre après avoir battu Bath Rugby 25 à 21 en finale. C'est leur deuxième titre dans la compétition après 2014.

## Changement de règles

### Organisation de la compétition
Cette saison devrait être la dernière sous la forme actuelle de la Premiership, une réorganisation de la compétition est prévue à partir de la saison 2024-2025. Par conséquent, le moratoire sur la non-relégation en RFU Championship va cesser et être remplacé par un match de barrage entre l'équipe classée dernière de Premiership et l'équipe terminant à la première place du RFU Championship, tout en prenant en compte que l'équipe du championnat de 2e division doit satisfaire les critères d'éligibilité à la Premiership.
Le 20 mars 2024, il est annoncé que les Doncaster Knights sont éligibles pour une promotion s'ils terminent en tête du RFU Championship. Cependant, ce sont les Ealing Trailfinders qui remportent la compétition et ils ne sont donc pas autorisés à monter. Le barrage de promotion/relégation est donc annulé pour cette saison.

### Salary Cap
C'est la dernière saison de la réduction temporaire du Salary Cap mis en place par la ligue dans le but de maintenir la solvabilité financière des clubs participants à la suite de la pandémie de Covid-19, d'autres changements prendront effet pour la saison 2024-2025.

## Équipes

### Exclusion des London Irish
Initialement, les London Irish doivent disputer la saison 2023-2024 de Premiership. Cependant, le club est expulsé avant le début de la saison en raison de fonds insuffisants pour continuer à fonctionner. Ils sont donc le troisième club anglais suspendu après les Worcester Warriors et les Wasps lors de la saison précédente.

### Inéligibilité du vainqueur du RFU Championship
Pour la deuxième saison consécutive, le vainqueur du RFU Championship 2022-2023, les Jersey Reds, ne peuvent pas prétendre à une montée dans l'étage supérieur car ils ne satisfont pas aux critères d'éligibilité demandés par la Premiership pour évoluer dans ce championnat. Le club dépose le bilan quatre mois plus tard.

### Liste des équipes en compétition
| \| Bath Bristol Exeter Gloucester Harlequins Leicester Newcastle Northampton Sale Saracens \| Localisation des clubs engagés en championnat. |
| Bath Bristol Exeter Gloucester Harlequins Leicester Newcastle Northampton Sale Saracens                                                      |

La compétition oppose pour la saison 2023-2024 les dix meilleures équipes anglaises de rugby à XV :
| Club               | Classement 2022-2023 | Entraîneur en chef    | Stade                              | Capacité | Compétition européenne 2023-2024                                                                         |
| ------------------ | -------------------- | --------------------- | ---------------------------------- | -------- | --- |
| Saracens           | 1er                  | Mark McCall           | StoneX Stadium, Londres            | 10 500   | Champions Cup                                                                                            |
| Sale Sharks        | 2e                   | Alex Sanderson        | Salford Community Stadium, Salford | 12 000   | Champions Cup                                                                                            |
| Leicester Tigers   | 3e                   | Dan McKellar          | Welford Road, Leicester            | 25 849   | Champions Cup                                                                                            |
| Northampton Saints | 4e                   | Phil Dowson           | Franklin's Garden                  | 15 200   | Champions Cup                                                                                            |
| London Irish       | 5e                   | Declan Kidney         | Gtech Community Stadium            | 17 250   | Exclu de la Champions Cup                                                                                |
| Harlequins         | 6e                   | Billy Millard (en)    | Twickenham Stoop, Londres          | 14 800   | Champions Cup                                                                                            |
| Exeter Chiefs      | 7e                   | Rob Baxter            | Sandy Park, Exeter                 | 15 600   | Champions Cup                                                                                            |
| Bath Rugby         | 8e                   | Johann van Graan (en) | The Recreation Ground, Bath        | 14 509   | Champions Cup                                                                                            |
| Bristol Bears      | 9e                   | Pat Lam               | Ashton Gate, Bristol               | 27 000   | Initialement en Challenge Cup puis repêchage en Champions Cup à la suite de l'exclusion des London Irish |
| Gloucester Rugby   | 10e                  | George Skivington     | Kingsholm Stadium, Gloucester      | 16 115   | Challenge Cup                                                                                            |
| Newcastle Falcons  | 11e                  | Alex Codling          | Kingston Park, Newcastle upon Tyne | 10 200   | Challenge Cup                                                                                            |

Légende des couleurs
- Tenant du titre
- Exclusion

## Championnat

### Faits marquants de la saison
Le 30 décembre 2023, à l'occasion de la dixième journée opposant les Saracens aux Newcastle Falcons, le jeune troisième ligne aile de 20 ans des Falcons, Guy Pepper, bat le record de plaquages réalisés en un match de Premiership avec 35 plaquages en seulement 71 minutes. Le précédant record étant de 34 réalisations et a été détenu conjointement par Jacques Burger, Tom Dunn et Blair Cowan.
Le 11 mai, lors de l'avant-dernière journée de la phase régulière, les Northampton Saints, leader du championnat, infligent un sévère 90 à 0 à Gloucester Rugby. Le score de ce match constitue plusieurs records : au XXIe siècle aucune équipe n'a encaissé un écart de 90 points dans les quatre championnats majeurs de rugby à XV dans le monde (Premiership, URC, Top 14 et Super Rugby), c'est également le plus haut score de la saison inscrit par une équipe devant le 85 à 14 des Bristol Bears contre les Newcastle Falcons lors du mois d'avril et les 90 points sont également le record de points inscrits à domicile dans l'histoire de la compétition.
À l'issue de la phase régulière, les quatre premiers sont les Northampton Saints, Bath Rugby, les Sale Sharks et les Saracens et se qualifient pour les demi-finales. Les Newcastle Falcons terminent à la dernière position avec aucune victoire en dix-huit matchs.
En demi-finale, les Northampton Saints affrontent les Saracens à domicile et se défont de ces derniers en les battant 22 à 20. Pour l'autre demi-finale, Bath Rugby domine les Sale Sharks 31 à 23 et rejoint les Saints en finale.
Lors de la finale, les Northamptons Saints s'impose 25 à 21 après un ultime essai d'Alex Mitchell, transformé par George Furbank, à la soixante-douzième minute pour passer devant alors que Bath Rugby joue en infériorité numérique depuis la vingtième minute, à la suite d'un carton rouge à l'encontre de Beno Obano pour un plaquage à la tête. Les Saints sont donc sacrés champions d'Angleterre pour la première fois depuis 2014, leur second titre dans la compétition. Bath Rugby n'a plus remporté le championnat depuis 1996.

### Phase régulière

#### Classement de la phase régulière
| Rang | Club               | J  | V  | N | D  | Bo | Bd | Pm  | Pe  | Diff | Pts |
| ---- | ------------------ | -- | -- | - | -- | -- | -- | --- | --- | ---- | --- |
| 1    | Northampton Saints | 18 | 12 | 0 | 6  | 10 | 2  | 555 | 453 | +102 | 60  |
| 2    | Bath Rugby         | 18 | 11 | 0 | 7  | 11 | 5  | 511 | 413 | +98  | 60  |
| 3    | Sale Sharks        | 18 | 12 | 0 | 6  | 7  | 1  | 410 | 384 | +26  | 56  |
| 4    | Saracens (T)       | 18 | 11 | 0 | 7  | 10 | 2  | 522 | 387 | +135 | 56  |
| 5    | Bristol Bears      | 18 | 11 | 0 | 7  | 8  | 2  | 591 | 447 | +144 | 54  |
| 6    | Harlequins         | 18 | 9  | 0 | 9  | 11 | 4  | 486 | 520 | -34  | 51  |
| 7    | Exeter Chiefs      | 18 | 10 | 0 | 8  | 9  | 1  | 512 | 437 | +75  | 50  |
| 8    | Leicester Tigers   | 18 | 9  | 0 | 9  | 5  | 4  | 435 | 408 | +27  | 45  |
| 9    | Gloucester Rugby   | 18 | 5  | 0 | 13 | 8  | 4  | 400 | 595 | -195 | 32  |
| 10   | Newcastle Falcons  | 18 | 0  | 0 | 18 | 1  | 4  | 253 | 631 | -378 | 5   |

|  | Places qualificatives pour la phase finale et la Champions Cup 2024-2025 (no 1, no 2, no 3, no 4). |
|  | Places qualificatives pour la Champions Cup 2024-2025 (no 5, no 6, no 7, no 8).                    |
|  | T : tenant du titre 2022-2023                                                                      |

Attribution des points : victoire sur tapis vert : 5, victoire : 4, match nul : 2, défaite : 0, forfait : -2 ; plus les bonus (offensif : 4 essais marqués ; défensif : défaite par 7 points d'écart maximum).
Règles de classement : 1. Nombre de victoires ; 2.différence de points ; 3. nombre de points marqués ; 4. points marqués dans les matchs entre équipes concernées ; 5. Nombre de victoires en excluant la 1re journée, puis la 2e journée, et ainsi de suite.

#### Résultats détaillés
Les points marqués par chaque équipe sont inscrits dans les colonnes centrales (3-4) alors que les essais marqués sont donnés dans les colonnes latérales (1-6). Les points de bonus sont symbolisés par une bordure bleue pour les bonus offensifs (quatre essais ou plus), orange pour les bonus défensifs (défaite par moins de sept points d'écart), rouge si les deux bonus sont cumulés.

### Phase finale

#### Demi-finales
| 31 mai 2024 20 h 45 CEST | Northampton Saints                                                                                            | 22 - 20 (16 - 6) | Saracens | Franklin's Gardens, Northampton 15 249 spectateurs Arbitre : Christophe Ridley (en) |
| 31 mai 2024 20 h 45 CEST | Essai(s) : 1 Odendaal (19e) Transformation(s) : 1 Smith (20e) Pénalité(s) : 5 Smith (28e, 31e, 40e, 62e, 70e) | Rapport          | Essai(s) : 2 Lewington (54e), Cinti (78e) Transformation(s) : 2 Daly (55e, 79e) Pénalité(s) : 2 Daly (5e, 16e) | Franklin's Gardens, Northampton 15 249 spectateurs Arbitre : Christophe Ridley (en) |
| 31 mai 2024 20 h 45 CEST | | Rapport          | | Franklin's Gardens, Northampton 15 249 spectateurs Arbitre : Christophe Ridley (en) |

| 1er juin 2024 16 h 30 CEST | Bath Rugby | 31 - 23 (18 - 15) | Sale Sharks | The Recreation Ground, Bath 14 509 spectateurs Arbitre : Luke Pearce |
| 1er juin 2024 16 h 30 CEST | Essai(s) : 3 Hill (11e), Obano (22e), Annett (73e) Transformation(s) : 2 Russell (23e, 75e) Pénalité(s) : 4 Russell (3e, 27e, 49e, 65e) | Rapport           | Essai(s) : 3 Curry (17e), Taylor (33e), O'Flaherty (en) (51e) Transformation(s) : 1 Ford (34e) Pénalité(s) : 2 Ford (37e, 45e) | The Recreation Ground, Bath 14 509 spectateurs Arbitre : Luke Pearce |
| 1er juin 2024 16 h 30 CEST | | Rapport           | | The Recreation Ground, Bath 14 509 spectateurs Arbitre : Luke Pearce |

#### Finale
| 8 juin 2024 16 h CEST | Northampton Saints | 25 - 21 (15 - 10) | Bath Rugby | Twickenham Stadium 81 669 spectateurs Arbitre : Christophe Ridley (en) |
| 8 juin 2024 16 h CEST | Essai(s) : 3 Freeman (23e), Sleightholme (27e), Mitchell (72e) Transformation(s) : 2 Smith (23e), Furbank (74e) Pénalité(s) : 1 Smith (47e) Drop(s) : 1 Smith (19e) | Rapport           | Essai(s) : 2 du Toit (30e), Muir (50e) Transformation(s) : 1 Russell (32e) Pénalité(s) : 3 Russell (8e, 42e, 66e) Carton(s) rouge(s) : 1 Obano (21e) | Twickenham Stadium 81 669 spectateurs Arbitre : Christophe Ridley (en) |
| 8 juin 2024 16 h CEST | | Rapport           | | Twickenham Stadium 81 669 spectateurs Arbitre : Christophe Ridley (en) |

| · Titulaires · 15 George Furbank · 14 Tommy Freeman 23e · 13 Burger Odendaal · 12 Fraser Dingwall · 11 Ollie Sleightholme 27e · 10 Fin Smith · 90 Alex Mitchell 72e · 80 Juarno Augustus · 70 Tom Pearson · 60 Courtney Lawes · 50 Alex Coles · 40 Alexander Moon · 30 Trevor Davison · 20 Curtis Langdon · 10 Alex Waller · Remplaçants · 16 Sam Matavesi · 17 Emmanuel Iyogun · 18 Elliot Millar-Mills · 19 Temo Mayanavanua · 20 Sam Graham (en) · 21 Lewis Ludlam · 22 Tom James (en) · 23 George Hendy · Entraîneur · Phil Dowson |  | · Titulaires · Matt Gallagher 15 · Joe Cokanasiga 14 · Ollie Lawrence 13 · Cameron Redpath 12 · 50e Will Muir 11 · Finn Russell 10 · Ben Spencer 09 · Alfie Barbeary 08 · Sam Underhill 07 · Ted Hill 06 · Charlie Ewels 05 · Quinn Roux 04 · 30e Thomas du Toit 03 · Tom Dunn 02 · 21e Beno Obano 01 · Remplaçants · Niall Annett 16 · Juan Schoeman (en) 17 · Will Stuart 18 · Elliott Stooke (en) 19 · Josh Bayliss 20 · Louis Schreuder 21 · Orlando Bailey 22 · Miles Reid (en) 23 · Entraîneur · Johann van Graan (en) |

## Statistiques
Les statistiques incluent la phase finale.

### Meilleurs réalisateurs
À l'issue de la saison, le demi d'ouverture des Northampton Saints, Fin Smith termine l'exercice en tant que meilleur réalisateur avec 157 points inscrits dont deux essais, vingt-et-une pénalités et quarante-quatre transformations.
| Rang | Joueur             | Club               | Points |
| ---- | ------------------ | ------------------ | ------ |
| 1    | Fin Smith          | Northampton Saints | 157    |
| 2    | Finn Russell       | Bath Rugby         | 155    |
| 3    | Henry Slade        | Exeter Chiefs      | 152    |
| 4    | Handré Pollard     | Leicester Tigers   | 105    |
| -    | George Ford        | Sale Sharks        | 105    |
| 6    | Owen Farrell       | Saracens           | 103    |
| 7    | Marcus Smith       | Harlequins         | 88     |
| 8    | Callum Sheedy      | Bristol Bears      | 79     |
| 9    | AJ MacGinty        | Bristol Bears      | 78     |
| 10   | Ollie Sleightholme | Northampton Saints | 75     |

### Meilleurs marqueurs
Lors de cette saison, le meilleur marqueur est l'ailier des Northampton Saints Ollie Sleightholme qui marque quinze essais.
| Rang | Joueur                | Club               | Essais |
| ---- | --------------------- | ------------------ | ------ |
| 1    | Ollie Sleightholme    | Northampton Saints | 15     |
| 2    | Immanuel Feyi-Waboso  | Exeter Chiefs      | 10     |
| -    | Alex Lewington        | Saracens           | 10     |
| -    | Tom Roebuck           | Sale Sharks        | 10     |
| 5    | Magnus Bradbury       | Bristol Bears      | 8      |
| -    | Alex Dombrandt        | Harlequins         | 8      |
| -    | Thomas du Toit        | Bath Rugby         | 8      |
| -    | Ollie Hassell-Collins | Leicester Tigers   | 8      |
| -    | Will Muir             | Bath Rugby         | 8      |
| -    | Ben Spencer           | Bath Rugby         | 8      |

## Récompenses

### Joueur du mois
Pour le mois d'octobre, les nommés sont Greg Fisilau, Zach Mercer, Henry Slade et Ben Spencer. Le premier joueur récompensé de la saison est Ben Spencer, capitaine et demi de mêlée de Bath Rugby.
Au mois de novembre, Ollie Lawrence, également joueur de Bath Rugby, reçoit la récompense. Les autres joueurs nommés sont Andy Christie, Tyrone Green et Arron Reed.
En décembre, les nommés sont : Alfie Barbeary, Courtney Lawes, Finn Russell et Henry Slade, pour la seconde fois de la saison. Courtney Lawes est finalement élu joueur du mois de décembre.
Lors du mois suivant, en janvier, les quatre nommés sont : Immanuel Feyi-Waboso, Guy Pepper, Ollie Sleightholme et Fin Smith. Finalement, c'est de nouveau un joueur des Northampton Saints qui est récompensé en la personne de Fin Smith cette fois-ci.
Pour le mois de mars, les nommés sont : Benhard Janse van Rensburg, Harry Randall, Tom Roebuck et Ollie Sleightholme. Ce dernier remporte la récompense et est le troisième joueur d'affilée des Northampton Saints à recevoir celle-ci.
En avril, les quatre joueurs retenus pour recevoir la récompense sont : Owen Farrell, Tyrone Green, Benhard Janse van Rensburg et Tom Parton (en). Finalement, c'est Benhard Janse van Rensburg qui reçoit la récompense.
| Mois     | Joueur                     | Club               |
| -------- | -------------------------- | ------------------ |
| Octobre  | Ben Spencer                | Bath Rugby         |
| Novembre | Ollie Lawrence             | Bath Rugby         |
| Décembre | Courtney Lawes             | Northampton Saints |
| Janvier  | Fin Smith                  | Northampton Saints |
| Mars     | Ollie Sleightholme         | Northampton Saints |
| Avril    | Benhard Janse van Rensburg | Bristol Bears      |

### Premiership Rugby Awards
Lors des Premiership Rugby Awards 2024, cérémonie se déroulant à l'issue de la phase régulière, les vainqueurs sont les suivants :
| Distinction                    | Lauréat              | Club               |
| ------------------------------ | -------------------- | ------------------ |
| Joueur de la saison            | Henry Slade          | Exeter Chiefs      |
| Community Player of the Season | Andy Christie        | Saracens           |
| Entraîneur de la saison        | Phil Dowson          | Northampton Saints |
| Jeune joueur de la saison      | Immanuel Feyi-Waboso | Exeter Chiefs      |
| Meilleur marqueur              | Ollie Sleightholme   | Northampton Saints |
| Meilleur réalisateur           | Henry Slade          | Exeter Chiefs      |
| Essai de la saison             | Tyrone Green         | Harlequins         |

| Poste                  | Joueurs                   | Joueurs                   | Joueurs                   | Joueurs                         | Joueurs                         | Joueurs                         |
| ---------------------- | ------------------------- | ------------------------- | ------------------------- | ------------------------------- | ------------------------------- | ------------------------------- |
| Arrière                | [15] Tyrone Green         | [15] Tyrone Green         | [15] Tyrone Green         | [15] Tyrone Green               | [15] Tyrone Green               | [15] Tyrone Green               |
| Trois quarts ailes     | [14] Immanuel Feyi-Waboso | [14] Immanuel Feyi-Waboso | [14] Immanuel Feyi-Waboso | [11] Ollie Sleightholme         | [11] Ollie Sleightholme         | [11] Ollie Sleightholme         |
| Trois quarts centres   | [13] Henry Slade          | [13] Henry Slade          | [13] Henry Slade          | [12] Benhard Janse van Rensburg | [12] Benhard Janse van Rensburg | [12] Benhard Janse van Rensburg |
| Charnière              | [10] Fin Smith            | [10] Fin Smith            | [10] Fin Smith            | [9] Ben Spencer                 | [9] Ben Spencer                 | [9] Ben Spencer                 |
| Troisième ligne centre | [8] Jasper Wiese          | [8] Jasper Wiese          | [8] Jasper Wiese          | [8] Jasper Wiese                | [8] Jasper Wiese                | [8] Jasper Wiese                |
| Troisième ligne aile   | [7] Ben Earl              | [7] Ben Earl              | [7] Ben Earl              | [6] Courtney Lawes              | [6] Courtney Lawes              | [6] Courtney Lawes              |
| Deuxième ligne         | [5] Alex Coles            | [5] Alex Coles            | [5] Alex Coles            | [4] Rus Tuima                   | [4] Rus Tuima                   | [4] Rus Tuima                   |
| Piliers                | [3] Thomas du Toit        | [3] Thomas du Toit        | [3] Thomas du Toit        | [1] Fin Baxter                  | [1] Fin Baxter                  | [1] Fin Baxter                  |
| Talonneur              | [2] Curtis Langdon        | [2] Curtis Langdon        | [2] Curtis Langdon        | [2] Curtis Langdon              | [2] Curtis Langdon              | [2] Curtis Langdon              |